# تدويم خلفي

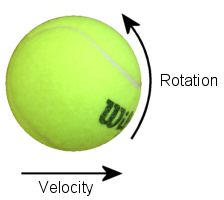

التدويم الخلفي في الرياضة يشير إلى الدوران العكسي للكرة نسبة إلى مسارها، الذي يُخفَّز في الكرة عن طريق ضربة قص أو قطع. يُولِّد التدويم الخلفي قوة صاعدة ترفع الكرة (انظر تأثير مَغنوس ). ترتد الضربة العادية للأمام وللأعلى بيد أن ضربة التدويم الخلفي ترتد أعلى من العادية وأقصر منها وعكسها التدويم العلوي .

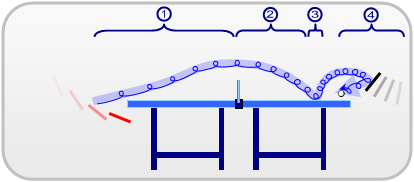
4 مراحل في منحنى التدويم الخلفي في كرة الطاولة